# Aktueel
Aktueel was een Nederlands weekblad, hoofdzakelijk gericht op mannen. Het publiceerde over sport, show en misdaad en bracht reportages rond actuele onderwerpen. Regelmatige naaktreportages completeerden de mix.
Aktueel ontstond in 1982 door een naamswijziging van het in 1978 opgerichte blad Rits. Na 24 jaar te zijn verschenen als Aktueel volgde in 2006 een tweede naamswijziging. Het weekblad ging verder als Aktueel Sportief en de erotische content verdween vrijwel geheel naar de achtergrond. In 2009 volgde een nieuwe naamswijziging: het blad verscheen, nu maandelijks, onder de titel Aktueel MAN. Eind december 2012 kwam het laatste nummer van het blad uit.

## Bekende medewerkers
- Peter J. Muller (hoofdredacteur 1982)
- Peter R. de Vries (hoofdredacteur)
- Ko Boos (chef-redacteur)
- Gerhard Hormann (journalist, thrillerschrijver)